# Варин (Жилина)
Варин (слч. Varín) је насељено мјесто са административним статусом сеоске општине (слч. obec) у округу Жилина, у Жилинском крају, Словачка Република.

## Становништво
| Година:    | 1994. | 2004.   | 2014.   | 2024.   |
| ---------- | ----- | ------- | ------- | ------- |
| Број људи: | 3212  | 3474    | 3766    | 3870    |
| Разлика:   |       | +8,15 % | +8,40 % | +2,76 % |

| Година:    | 2023. | 2024.   |
| ---------- | ----- | ------- |
| Број људи: | 3886  | 3870    |
| Разлика:   |       | -0,41 % |

Према подацима о броју становника из 2024. године насеље је имало 3870 становника.